# Coscinia hospitali
Coscinia hospitali är en fjärilsart som beskrevs av Martin 1948. Coscinia hospitali ingår i släktet Coscinia och familjen björnspinnare. Inga underarter finns listade i Catalogue of Life.